# عبد الله أباد (خبريز)
عبد الله أباد (بالفارسية: عبدالله‌آباد) هي قرية تقع في إيران في قسم خبریز الريفي. يقدر عدد سكانها بـ 197 نسمة .